# Grupo Redpiso
Grupo Redpiso es una empresa inmobiliaria española fundada en 2006 por Adrián Carreño y Manuel Fernández.

## Historia
En 2007, el Grupo Redpiso inauguró 21 oficinas.
A partir de 2014, el grupo se ha expandido a más de 90 oficinas y continúa creciendo. En 2015, Redpiso contaba con más de 140 oficinas en toda España, incluidas Sevilla, Valencia y Alicante, además de Madrid. En abril de 2015, el Grupo Redpiso firmó un acuerdo con Unión de Créditos Inmobiliarios (UCI) para ofrecer a sus clientes, a través de su departamento financiero DCredit, hipotecas a tipo de interés fijo.
En enero de 2022, dentro de su plan de digitalización de servicios y procesos, el Grupo Redpiso puso en marcha el primer modelo de franquicia digital del sector inmobiliario español.
A 2023, Redpiso cuenta con más de 240 oficinas en España.

## Compañías
El Grupo REDPISO está formado por cuatro grandes empresas:
REDPISO SERVICIOS INMOBILIARIOS. Se creó para atender a las personas que alquilan, venden y compran una vivienda.
DCREDIT SERVICIOS FINANCIEROS. Creada para facilitar el acceso a la financiación.
REDTAX, GESTORÍA. Creada para facilitar trámites y gestiones, así como para proporcionar asesoramiento jurídico y administrativo 
PROMORED, PROMOTORA. Que ofrece un producto atendiendo a las exigencias del mercado desarrollando productos inmobiliarios.
En septiembre del 2021, Xenia Capital le concedió un préstamo de 19 millones de euros a Promored para financiar la construcción de su proyecto Futura Center Arena en Rivas Vaciamadrid.